# Sunday Bloody Sunday
Sunday Bloody Sunday — пісня гурту U2 з альбому War.
Ця пісня потрапила до списку 500 найкращих пісень усіх часів за версією журналу Rolling Stone.